# Sữa tắm

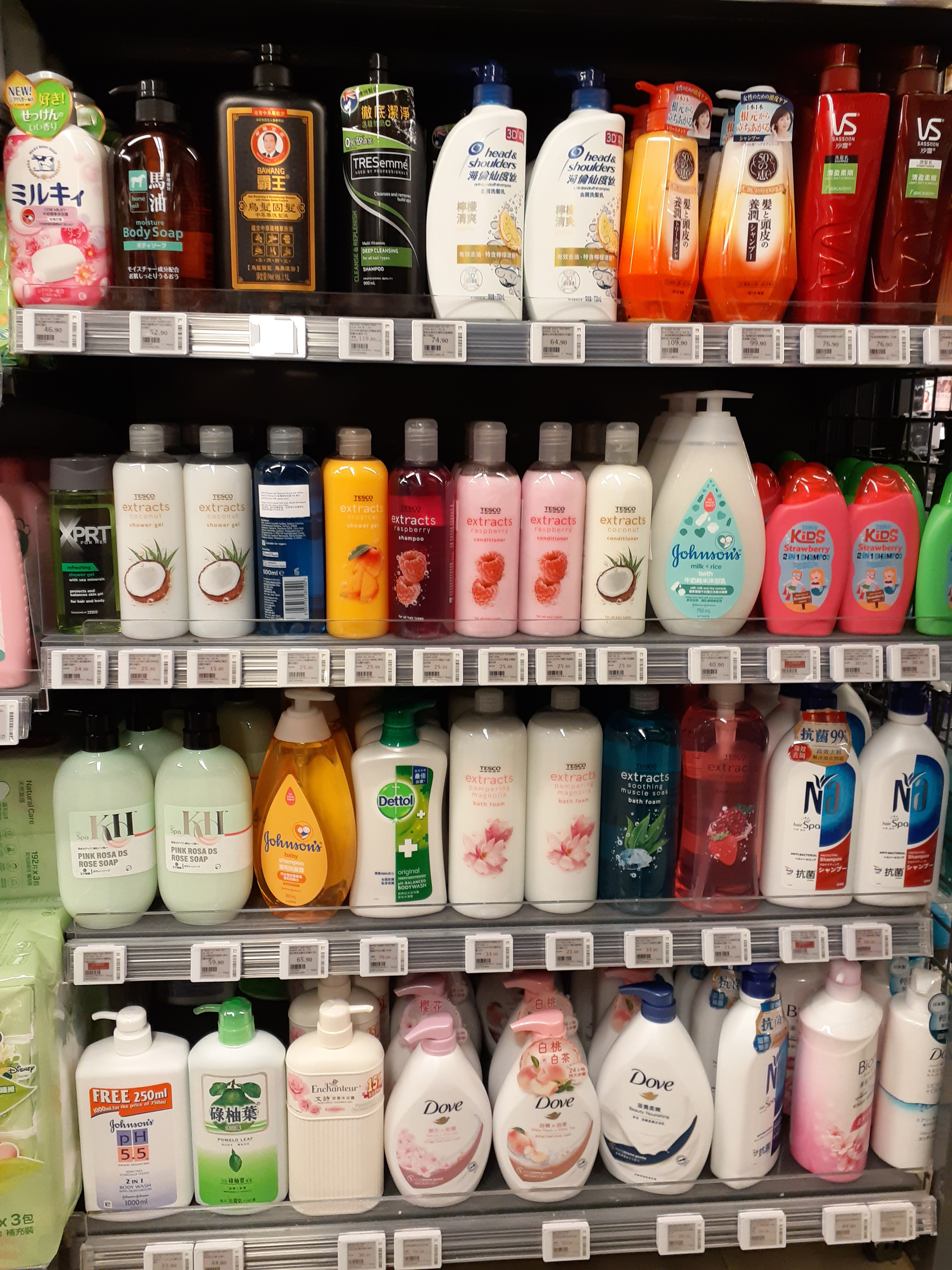
Các loại sữa tắm

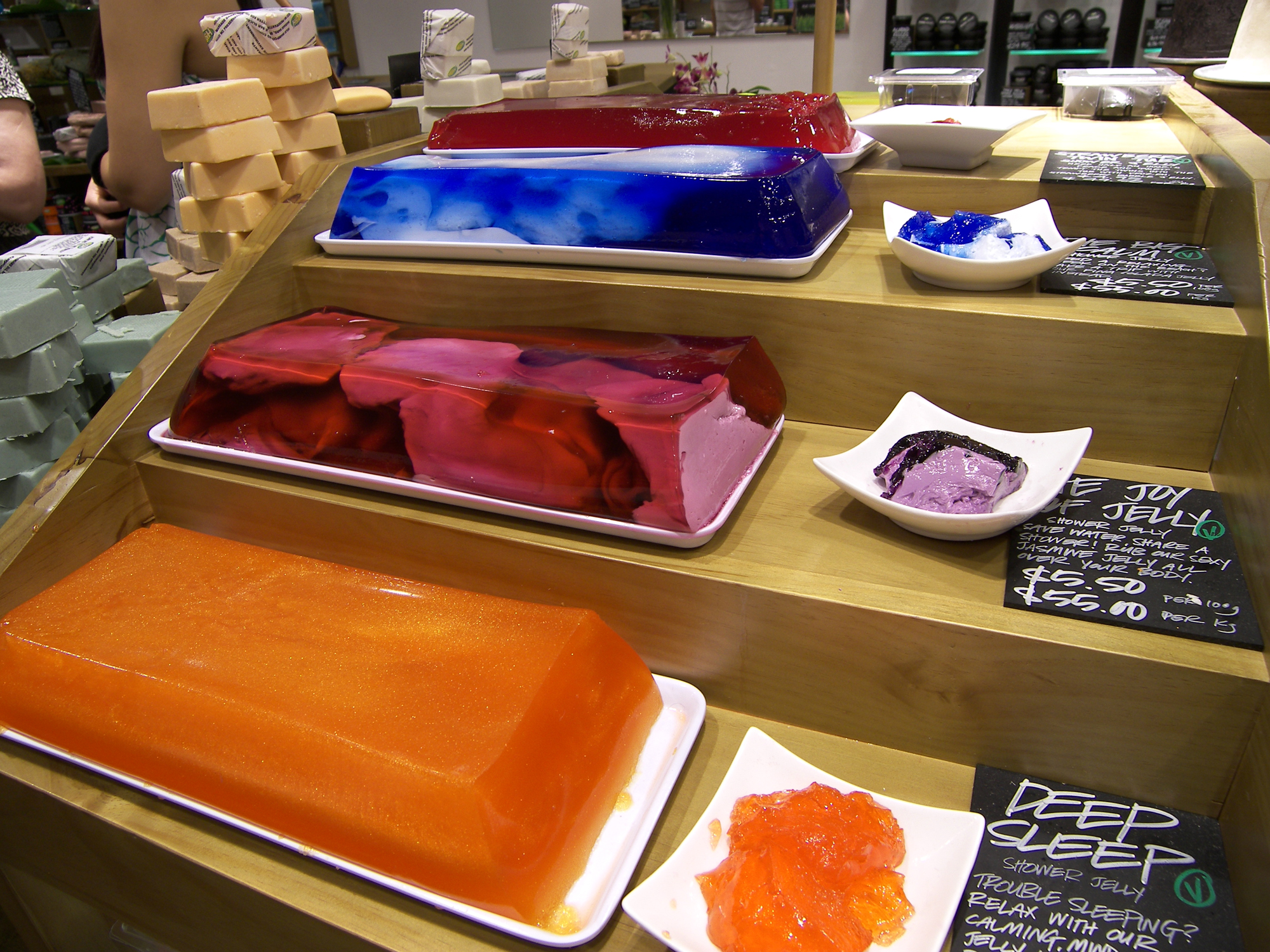
Sữa tắm dạng thạch

Sữa tắm (tiếng Anh: shower gel, body wash) là sản phẩm chuyên dụng dạng lỏng để làm sạch cơ thể khi tắm. Khác với bánh xà phòng, sữa tắm không chứa chất xà phòng hóa mà sử dụng các chất tẩy rửa tổng hợp có nguồn gốc từ dầu mỏ hoặc thực vật.
Các loại sữa, gel tắm có độ pH thấp hơn xà phòng truyền thống nên gây khô da ít hơn. Một số thương hiệu có thể thêm natri stearat vào hỗn hợp để tạo ra dạng gel tắm rắn.

## Lịch sử
Sữa tắm là một phát minh phái sinh từ xà phòng khi nó ra mắt lần đầu vào những năm 1800. Năm 1865, William Shepphard đã có bằng sáng chế cho công thức làm xà phòng dạng lỏng, nhưng tới năm 1898 sản phẩm mới trở nên phổ biến khi B.J. Johnson ra mắt xà phòng Palmolive.

## Thành phần
Sữa tắm có thành phần cơ bản giống như xà phòng, đó là nước, betaine và natri laureth sulfat (hay SLS). Sự khác biệt chính giữa hai dòng sản phẩm này nằm ở chất hoạt động bề mặt, một hỗn hợp có tác dụng làm giảm sức căng bề mặt giữa các chất, giúp nhũ hóa và rửa trôi bụi bẩn. Chất hoạt động bề mặt ở sữa tắm không phát sinh từ quá trình xà phòng hóa, tức phản ứng của dầu hoặc mỡ với kiềm, mà từ các chất tẩy rửa tổng hợp có nguồn gốc thực vật hoặc dầu mỏ. Việc này làm cho chỉ số pH của sữa tắm thấp hơn và gây khô da ít hơn. Tuy nhiên, một số ý kiến cho rằng đặc tính này đồng thời mang lại cảm giác "không sạch" so với xà phòng.
Chất hoạt động bề mặt có thể chiếm đến 50% hàm lượng gel tắm, còn lại là nước, các chất làm đặc, bảo quản, nhũ hóa, tạo hương và thêm màu. Nhiều chất hoạt động thường được kết hợp sử dụng để đạt thành phẩm mong muốn, ví dụ chất chính đóng vai trò tạo bọt và làm sạch, còn các chất thứ cấp giúp xoa dịu bề mặt da, ngăn ngừa kích ứng. Để ngăn chặn thành phần sữa tắm bị phân tách, các chất nhũ hóa như diethanolamine sẽ được thêm vào. Một số loại dầu dưỡng cũng có thể được dùng kèm để tạo ẩm cho da trong và sau khi sử dụng sữa tắm.